# Гардоне Вал Тромпия
Гардо̀не Вал Тро̀мпия (на италиански: Gardone Val Trompia, на източноломбардски: Gardù, Гарду) е град и община в Северна Италия, провинция Бреша, регион Ломбардия. Разположен е на 332 m надморска височина. Населението на общината е 11 615 души (към 2013 г.).